# Taiheki

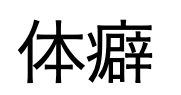
Ideograma de taiheki

El taiheki (体 癖 、 た い へ き) és una categorització de la tendència corporal dels individus amb relació a la seva sensibilitat, temperament, moviment i personalitat. Significa "hàbit" (heki) del cos (tai). Hi ha molts fenòmens biològics que es produeixen en els éssers humans; però el mateix fenomen es diferent en cada individu.
És un condicionament temperamental i hereditari; una combinació específica, personal, única i irrepetible. El concepte el va establir Haruchika Noguchi (野口晴哉), que va ser el fundador del seitai (整体) al Japó. Noguchi va dir que la tendència en la sensibilitat del ésser humà es pot diferenciar en cinc categories, cadascuna de les quals es divideix en dos tipus: un d'actiu (+) i l'altre passiu (–); a més, afegia dos tipus especials. D'aquesta manera, va definir 12 tipus de taiheki.
Entre ells, els taihekis més (+) tenen una tendència a alliberar energia comprimida d'una manera activa, mentre que els menys (–) són passius i requereixen l'atenció dels altres per alliberar l'energia comprimida. Els 12 tipus són com els colors purs, ja que en la natura apareixen barrejats, tot i que solen predominar la combinació de dos tipus en cada persona; el que s'anomena taiheki complex.

## Altres referents
El concepte de taiheki és, d'alguna manera, similar a la tipologia establerta per Ernst Kretschmer, l'enneagrama de personalitat i els quatre temperaments. Tanmateix, el taiheki no és només aplicable als aspectes psicològics com seria una tendència emocional o conductual, sinó també té en compte les característiques físiques que inclouen la forma de cara i del cos, l'equilibri del pes i les tendència que es veu en el moviment. Segons Noguchi, tots aquests aspectes estan estretament relacionats amb l'estat de les cinc vèrtebres lumbars. En japonès, tai (体) significa “cos”, mentre que heki (癖) representa “hàbit” o "tendència". Noguchi va establir el concepte de taiheki al llarg de la dècada del 1940 a partir de la seva activitat com a terapeuta i mestre de seitai.

## La bàscula seitai
Una escala de pes modificada anomenada Tairyo Haibun Kei (体量配分計) (càlcul de la distribució de massa de cos) es fa servir per estudiar el taiheki. Hi ha dues plataformes per les pesades, una per a cada peu, per aa cada costat del cos –esquerra i dreta– i cadascuna dividida en tres parts: davant-dreta (base del dit gros), davant-esquerre i darrere (zona del taló). En total, diferencia 6 dades de pes. Quan es modifica la postura, per exemple, quan ens inclinem cap endavant, es modifica la distribució del pes. Segons Noguchi, cada taiheki té una tendència diferent de distribució del pes en cada postura. Per això es pot suggerir un taiheki basant-se en la recollida de dades de les pesades.
El taiheki es pot determinar per una observació curosa de la constitució física d'un individu, de les característiques posturals, kinètiques, per les tendències psicològiques o per sensibilitats.
El seitai de Noguchi proporciona els exercicis dissenyats específicament per a cada taiheki, per ajustar determinats desequilibris quan hi ha tensió parcial excessiva. En general, el Taiheki no canvia radicalment en l'adult. Noguchi tenia un taiheki on destacaba la tendència de tancar (tipus 9), amb torçar; la seva dona, Akiko, era més de tendencia de vertical, més del taiheki de tipus 1.

## Taiheki: 12 tipus
| Categoria               | Actiu             | Passiu              | Vèrtebra lumbar | Sensible a        | Òrgan, sensibilitat |
| ----------------------- | ----------------- | ------------------- | --------------- | ----------------- | ------------------- |
| Dalt-Baix \|上下型      | tipus 1 (1種)     | tipus 2 (2種)       | L1              | Honor-Vergonya    | Cervell             |
| Esquerra-Dreta \|左右型 | tipus 3 (3種)     | tipus 4 (4種)       | L2              | Agradar-Aversió   | Aparell digestiu    |
| Davant-Darrera \|前後型 | tipus 5 (5種)     | tipus 6 (6種)       | L5              | Mèrits-Demèrits   | Sistema respiratori |
| Rotatori \|捻れ型       | tipus 7 (7種)     | tipus 8 (8種)       | L3              | Guanyar-Perdre    | Aparell urinari     |
| Tancar-Obrir \|開閉型   | tipus 9 (閉型9種) | tipus 10 (開型10種) | L4              | Amor-Odi          | Aparell reproductor |
|                         | tipus 11 (11種)   |                     |                 | Hipersensitivitat |                     |
|                         |                   | tipus 12 (12種)     |                 | Hiposensitivitat  |                     |

Segons Katsumi Mamine, Noguchi va ordenar numèricament lateral (III i IV), frontal (V i VI) i rotatòria (VII i VIII), seguint el procés de l'anomenat forn vital: aportar i repartir llenya (lateral); cremar la llenya amb l'ajut de l'oxigen (frontal); expulsar els residus de la combustió (rotatòria).:72
- Taiheki 1, 3, 5, 7, 9, i 11 són els tipus que poden proactivament dispersar l'energia sobrant.[3]
- Taiheki parells (2, 4, 6, 8, 10, i 12) tenen dificultat en dispersar l'energia excedent, són més susceptibles al seu entorn i desitgen l'atenció dels altres quan els falta energia.[3]

## Tipus de taiheki
Els tipus de taiheki de l'1 al 10 estan estretament relacionats amb les característiques cinemàtiques d'una vèrtebra lumbar en particular; els tipus 11 i 12 són una mica especialitzats i es caracteritzen per una agudesa o una opacitat general de la sensibilitat.

### Dalt-baix (I-II)
En el moviment de les persones que tenen aquest taiheki la vèrtebra lumbar L1 és important. Quan es mantenen drets i s’inclinen cap endavant, sovint posen el seu pes a la part de davant dels peus. Són prims i esvelts, amb un coll llarg i ferm, espatlles estretes i poc to muscular a les extremitats. Quan tenen una postura en què es pleguen lleugerament cap endavant, sovint pleguen el coll. Tenen una columna vertebral recta. Solen portar roba senzilla i conservadora. Són realistes i interessants en les seves converses. Necessiten dormir molt i sovint somnien. Són molt sensibles a la falta de son i es preocupen molt per aquest motiu. Com que persisteixen en un bon raonament, en la veritat i en les regles, no poden actuar sense tenir prou raons consistents.
Tendeixen a fer una visió global del món com si tinguessin una visió des de gran altura i tenen una alta capacitat metacognitiva. Així, Noguchi va dir de les persones amb la categoria dalt-baix que són les menys salvatges. Noguchi explicava que les persones d'aquest taiheki vivia en un món imaginari amb una visió general del món natural.

### Esquerra-Dreta (III-IV)
En el moviment de les persones que tenen aquest taiheki la vèrtebra lumbar L2 és important. L'acció de buscar aliments es realitza en general amb el moviment lateral (esquerra-dreta). Com també la capacitat de compartir i conviure en un mateix lloc. Mitjançant la percepció d'ambdós costats del cos, els individus d'un grup es comuniquen i se senten acompanyats. Biològicament el seu sentit és el gust i l'acció pròpia del sistema assimilador i circulatori. Espontàniament realitzen una activitat mediadora i animadora. Psíquicament són individus emocionals i activen especialment la regió mitjana del cervell.:59–60

### Davant-Darrera (V-VI)
En el moviment de les persones que tenen aquest taiheki la vèrtebra lumbar L5 és important. Per arribar com més aviat a un objectiu, sempre es corre cap endavant. A l'avançar les espatlles, el cap-cara acaba situant-se en el lloc més avançat. Biològicament es relaciona amb la combustió eficaç de sistema motor i del sistema respiratori. Els individus amb aquest taiheki, són psíquicament pragmàtics.:58–59

### Rotatori (VII-VIII)
En el moviment de les persones que tenen aquest taiheki la vèrtebra lumbar L3 és important. Biològicament es relaciona amb la regulació de les pressions molt pròpia del sistema eliminatori. Els individus marquen el territori, com fan els gossos amb l'orina, i el vigilen i el revisen; aquesta és una característica pròpia dels individus amb taiheki rotatori. S'activen per a lluitar i atacar i, per fer-ho, posen la força en les potes del darrere i en la torsió de la cintura. Psíquicament són competitius.:60–61

### Tancar-Obrir (IX-X)
En el moviment de les persones que tenen aquest taiheki la vèrtebra lumbar L4 és important. Biològicament es relaciona amb l'activitat reproductora i cohesiva del cos, amb el sistema reproductor, que també és regenerador cel·lular i conjuntiu. Psíquicament són afectius.:61–62

## Osei i osei de taiheki
El concepte del taiheki desenvolupat per Noguchi es basa en l'observació d'una "certa definició congènita i hereditària, que es transmet de pares a fills i d'avis a néts, i fa que, en la naturalesa de cada ésser humà, predominin una o diverses de les cinc oseis en més (+) i en menys (-)". Ho va exposar en dos dels seus llibres que tenien per títol: Shigueki han-osei wa go hoko ni ugoku ("La facultat de respondre als estímuls per aconseguir l'equilibri) i Heiko yokyu no ni hoko ("El desig es realitza movent-se en 5 direccions i amb 2 polaritats"). La paraula "osei" es compon del concepte "oo" (respondre) i "sei" (facultat o qualitat).:98
Katsumi Mamine, alumne directe de Noguchi, no només promogué la traducció de l'obra de Noguchi al castellà, exposada bàsicament en japonès, sinó que durant 40 anys estudià el lligam entre el contingut del seitai i els coneixements de la ciència occidental, estudis que desenvolupà en diversos llibres. En relació al taiheki, centrà l'atenció més en el concepte d'osei: "Sempre vaig considerar molt significatius aquests nous conceptes nous, els vaig estudiar i finalment els vaig simplificar amb al terme osei: les 5 osei (en japonès no hi ha plural) o reactivitats més (+) i menys (-). No s'ha aprofundit en aquests conceptes tan innovadors i després de la mort de Noguchi el 1976, pràcticament no s'han fet servir i gairebé han caigut en l'oblit ja que només se seguí utilitzant l'únic concepte de taiheki. I per això diferencia el concepte "osei" del d'osei de taiheki. Tot aquest coneixement representa el nucli de la cultura seitai"::98-99
La necessitat de que cada persona conegui la seva pròpia naturalesa
en tots els sentits de la vida, de la salut i de la convivència.